# Márta Sebestyén
Márta Sebestyén (n. 19 august 1957, Budapesta) sau Sebestyén Márta (în grafie maghiară) este o interpretă de muzică tradițională, compozitoare și actriță din Ungaria. Este mai ales cunoscută datorită colaborării cu formația franțuzească Deep Forest la cântecul Marta's Song (Cântecul Martei) și pentru colaborarea la coloana sonoră a filmului Pacientul englez (The English Patient), interpretând cântecul Szerelem, szerelem (Iubire, iubire).